# L'inverno del mondo
L'inverno del mondo (Winter of the World) è un romanzo di Ken Follett pubblicato in Italia l'11 settembre 2012.
È il secondo capitolo (preceduto da La caduta dei giganti e seguito da I giorni dell'eternità) della Trilogia del Secolo (The Century Trilogy), che racconta le vicende di cinque famiglie dislocate in varie parti del mondo e dei loro discendenti nel corso del Novecento. I principali eventi storici narrati all'interno del libro sono l'ascesa al potere in Germania di Adolf Hitler, la guerra di Spagna, il secondo conflitto mondiale e gli albori della guerra fredda.
Il romanzo ha debuttato immediatamente alla prima posizione nella classifica dei libri più venduti in Italia.

## Trama

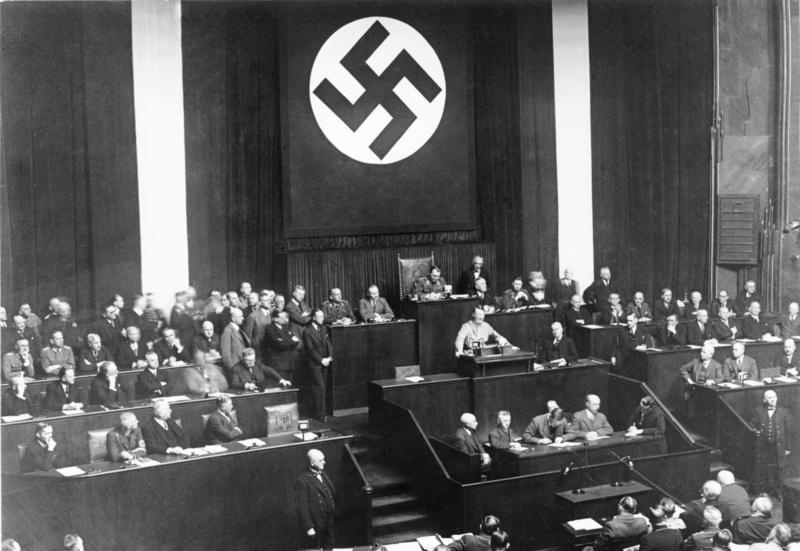
Discorso di Hitler al Reichstag per la promozione del Decreto dei pieni poteri

La storia inizia a Berlino nel 1933. Dopo la sconfitta nella prima guerra mondiale, il popolo tedesco è sull'orlo della crisi e cede al nazismo. Nonostante le elezioni si siano svolte in un clima intimidatorio e poco democratico, Hitler non ha ancora la maggioranza assoluta e decide così di emanare il Decreto dei pieni poteri, ottenendo l'appoggio dei nazionalisti e dei cattolici. Da questo momento, Hitler è un dittatore. Tutti gli oppositori politici vengono arrestati o allontanati dal parlamento, compreso Walter von Ulrich, deputato per i socialdemocratici. Sua moglie Maud lavora per una rivista di opposizione ai nazisti, ma anche questa viene chiusa e dichiarata fuori legge. La democrazia in Germania è finita. Nel corso di questi eventi tumultuosi, giungono in Germania Ethel Leckwith, vecchia amica di Maud ed ex deputato del parlamento britannico, e suo figlio Lloyd Williams, studente di lingue moderne a Cambridge. Quest'ultimo vuole migliorare il suo tedesco mentre sua madre desidera scrivere un libro sulla brutalità del nazismo. Lloyd vive in prima persona le abnormità del nazismo; infatti viene arrestato dalla Gestapo per aver difeso durante una colluttazione il cugino di Walter, Robert von Ulrich, e il suo compagno Jörg, accusati di omosessualità dai nazisti. Nel corso della prigionia, Robert e Lloyd sono costretti ad assistere all'uccisione di Jörg, che viene fatto sbranare nudo da dei cani famelici. Intanto, Carla von Ulrich, figlia undicenne di Walter e Maud, è segretamente innamorata di Werner Franck, un ragazzo tedesco figlio di un ricco industriale nazista. Il giovane però è più grande di lei e non la nota. Carla inoltre desidera diventare medico e una notte aiuta la sua domestica Ada a far nascere il suo bambino, il quale però viene al mondo gravemente ammalato e deformato. Il fratello di Carla, Erik von Ulrich, entra invece a far parte della gioventù hitleriana.
Concluso il loro soggiorno in Germania, Lloyd ed Ethel tornano in Inghilterra. A Cambridge, dove studia lingue moderne, il giovane incontra Daisy Peškov, una ricca ragazza statunitense la quale, dopo essere stata "umiliata" dalla società di Buffalo a causa del passato poco trasparente del padre Lev, considerato un ex gangster, si è trasferita in Inghilterra con l'obiettivo di entrare a far parte della nobiltà britannica, raggiungendo così quella rispettabilità che le è sempre mancata. Lloyd rimane irresistibilmente attratto dalla ragazza, che però gli preferisce il giovane visconte di Aberowen Boy Fitzherbert, membro di spicco dell'Unione britannica dei fascisti. Una sera, Daisy bacia istintivamente Lloyd, ma il suo grande sogno è sposare Boy per entrare a far parte dell'alta società inglese. Lloyd dal canto suo è deluso, ma non perde le speranze. I fascisti inglesi intanto si preparano a sfilare per le strade di Londra, ma gli esponenti del Partito Laburista, tra cui Lloyd e la sua famiglia, cercano di impedire la marcia. Durante lo scontro, Lloyd incontra Daisy tra le file dei fascisti, accanto a Boy. La ragazza gli annuncia di essersi sposata di recente. Lloyd capisce che non ha più possibilità con Daisy, e decide così di partire insieme a suo cugino Dave Williams, figlio di Billy, e all'amico Lenny Griffiths per la Spagna, dove è in corso una guerra civile. Come il fascismo in Italia e il nazismo in Germania, il franchismo sta per affermarsi in Spagna, dove i ribelli di Franco stanno per rovesciare il governo di sinistra regolarmente eletto. Nel corso della guerra Lloyd ritrova Volodja Peskov, con cui si era battuto contro i nazisti a Berlino, un membro dell'Armata rossa, che combatte contro i franchisti. Lloyd ha la possibilità di apprendere la disorganizzazione dei comunisti, oltre che la loro brutalità e comprende così che il comunismo non è migliore del fascismo. Deluso, decide di tornare in patria. I ribelli di Franco hanno la meglio e salgono al potere, mentre tutti gli oppositori politici vengono arrestati.
Negli Stati Uniti, Woody e Chuck Dewar, figli del senatore Gus Dewar e di sua moglie Rosa, sognano di intraprendere due strade diverse: il primo vuole diventare fotoreporter, il secondo desidera entrare nella marina militare. Woody s'innamora a prima
vista di Joanne Rouzrokh, figlia di un ricco industriale del cinema, ma la ragazza lo considera troppo piccolo per stare con lei.
In Europa, la guerra è sempre più imminente. Dopo aver annesso l'Austria e la Cecoslovacchia, la Germania invade la Polonia il primo settembre del 1939. Hitler si è messo al sicuro sul fronte orientale siglando un patto di non aggressione con Stalin, ma tutti sanno che si tratta solo di un accordo temporaneo. Il primo ministro inglese Chamberlain, dopo molte esitazioni, lancia un ultimatum ai tedeschi: o ritirano le truppe dalla Polonia oppure l'Inghilterra dichiarerà guerra alla Germania. Da Hitler non arriva nessuna risposta, così gli inglesi si preparano alle armi. Molte residenze di campagna di nobili britannici vengono date in prestito all'esercito per l'addestramento e la preparazione alla guerra; tra queste vi è anche la villa dei Fitzherbert, Ty Gwyn. È qui che Lloyd rincontra Daisy, il cui matrimonio con Boy non è idilliaco. La ragazza è incinta ma il marito è sempre assente, impegnato nell'aviazione. Una notte, Daisy si accorge di avere delle perdite e chiede aiuto a Lloyd, il quale si prende immediatamente cura di lei; tuttavia è impossibile evitare l'aborto. Dopo questa esperienza, Daisy si rende finalmente conto di che persona sia Lloyd e capisce di essere innamorata di lui. Si rammarica per non essersene accorta precedentemente, accecata com'era dalla voglia di raggiungere una posizione nell'alta società londinese. Daisy organizza una serata romantica per lei e Lloyd, durante la quale vuole rivelare il suo amore al ragazzo, ma proprio mentre sembra tutto pronto, si presenta a casa Boy. Il giorno dopo Lloyd è costretto a partire con l'esercito, e Daisy perde così la sua occasione. Dopo aver trovato una foto sospetta a Ty Gwyn, Lloyd chiede spiegazioni a Ethel sull'identità del suo vero padre e, seppur con riluttanza, Ethel gli rivela che è figlio del conte Fitzherbert.
Volodja Peškov si reca in Germania e ingaggia una serie di spie per trasmettere informazioni segrete all'Armata rossa: tra queste vi sono anche Werner Franck, sua sorella Frieda ed Heinrich von Kessel, fidanzato della ragazza. Carla von Ulrich intanto, dopo aver visto infrangere il suo sogno di diventare medico a causa dell'arretratezza e dei pregiudizi dei nazisti, i quali considerano quella professione non adatta a una donna, intraprende gli studi per diventare infermiera. Suo fratello Erik invece inizia a studiare medicina insieme al suo amico Herman Braun. La Germania invade la Francia e rapidamente conquista Parigi. I tedeschi occupano anche il Belgio, il Lussemburgo e i Paesi Bassi. Hitler ora controlla mezza Europa. L'Inghilterra, che ha sostituito il suo primo ministro (a Chamberlain è subentrato Churchill), non sembra essere in grado di tener testa ai tedeschi, i quali iniziano a bombardare Londra e invadono l'Unione Sovietica, rompendo il patto con Stalin. In pochi mesi i nazisti conquistano una buona parte di Russia, arrivando quasi alle porte di Mosca. Ma è proprio in quel momento che inizia la disfatta di Hitler. I sovietici reagiscono e difendono la loro capitale, respingendo i tedeschi, che sono costretti alla ritirata. Inoltre l'inverno russo è alle porte e per Hitler le cose si mettono male. Volodja continua a ricevere preziose informazioni dalle spie in Germania e la sua carriera è in ascesa.
Woody Dewar rincontra dopo anni Joanne Rouzrokh, e questa volta la ragazza cede al suo corteggiamento. I due progettano di sposarsi. Nel frattempo Greg Peškov, figlio di Lev e della sua amante Marga, nonché fratellastro di Daisy, si laurea in fisica ad Harvard con il massimo dei voti. Il ragazzo tuttavia sogna una carriera politica e inizia a lavorare per il Dipartimento di Stato americano. Scopre inoltre di avere un figlio di colore, Georgy, frutto di una sua relazione giovanile con un'aspirante attrice di nome Jacky Jakes. Greg si affeziona al piccolo ma decide di occuparsene solo come zio.
Tornato in Inghilterra per una licenza, Lloyd si ricongiunge con Daisy. I due iniziano a parlare del loro futuro dopo la guerra: lei desidera avere bambini, ma Lloyd non vuole mettere al mondo un figlio illegittimo, come è successo a lui. Pertanto diventerà padre solo dopo il matrimonio. Daisy però è ancora sposata con Boy, così gli chiede il divorzio. Boy si rifiuta di concederglielo. Lloyd torna in battaglia e durante la sua assenza, Daisy trova conforto in Ethel, e ha così modo di affezionarsi a lei e di comprendere la straordinarietà di quella donna.
In Germania, i von Ulrich assistono a uno dei tanti episodi di brutalità del nazismo: scoprono l'esistenza di un ospedale che viene utilizzato esclusivamente per uccidere persone ammalate o deformate. Walter denuncia tale situazione, ma viene arrestato dalla Gestapo e torturato. Tornato a casa sanguinante e in fin di vita, l'uomo muore tra le braccia della moglie Maud. Carla insieme all'amica Frieda s'introduce di nascosto nell'ospedale e cerca le prove di quanto succede lì dentro. I nazisti sono quindi costretti a far chiudere l'ospedale per non urtare eccessivamente l'opinione pubblica. Carla tuttavia è delusa da Werner, che si è rifiutato di prendere parte a questa missione, e decide così di lasciare il ragazzo. Werner in realtà non ha potuto aiutarla perché impegnato in un'intensa attività spionistica per conto dei sovietici.

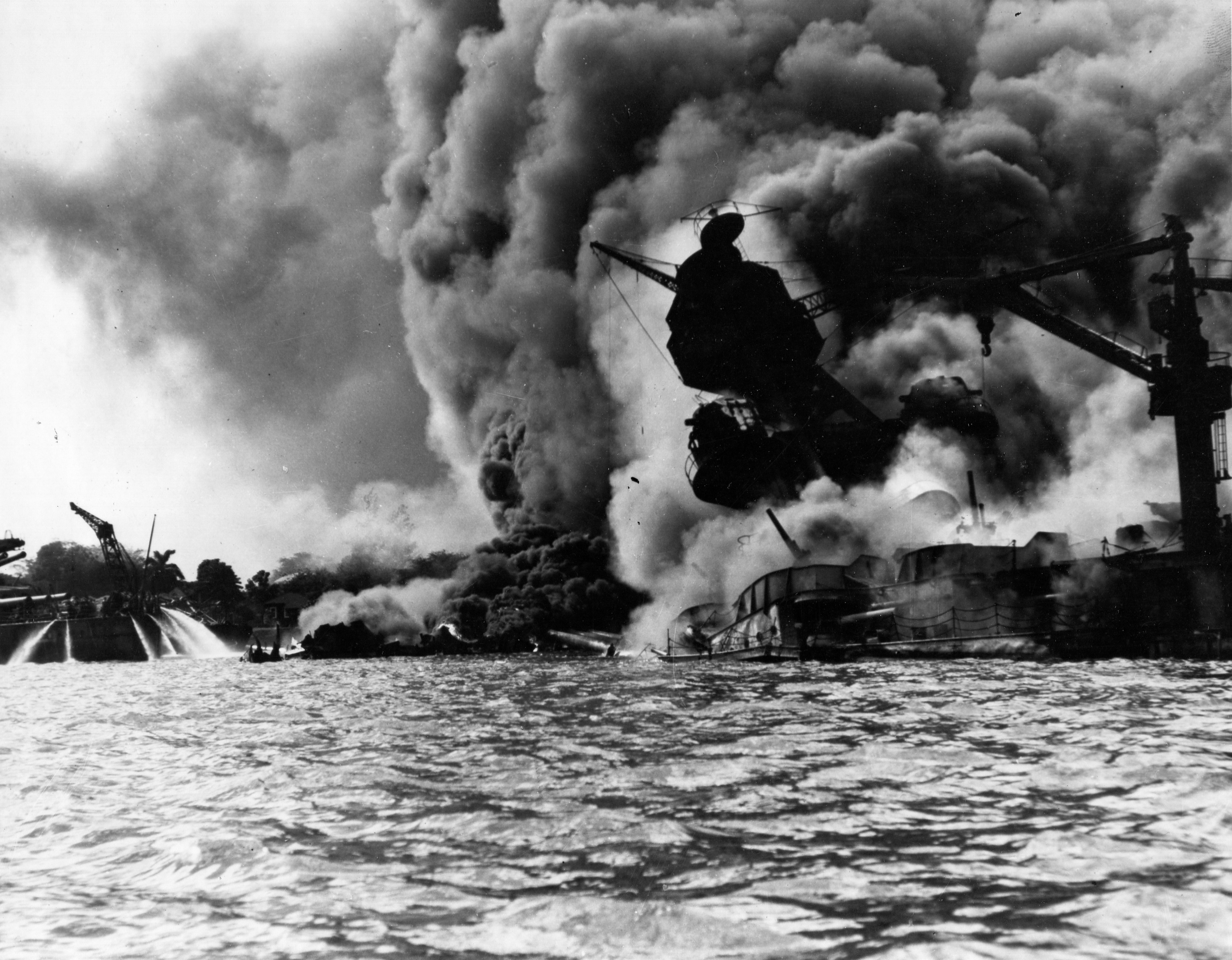
L'attacco di Pearl Harbor.

Chuck Dewar lavora ormai da tempo per la marina militare statunitense alle Hawaii e confessa al fratello Woody la sua omosessualità e la sua relazione con il collega Eddie Parry. Nel dicembre del 1941, la famiglia Dewar al completo decide di far visita a Chuck alle Hawaii. Gus, Rosa, Woody e Joanne si trovano così nel bel mezzo dell'attacco aereo dei giapponesi a Pearl Harbor. Joanne perde la vita e Woody è distrutto. Gli Stati Uniti dichiarano guerra al Giappone e alla Germania. Poco tempo dopo, anche Chuck muore nella guerra del Pacifico, per salvare la vita di Eddie durante una battaglia. Gli americani invadono l'Italia e successivamente la Francia, mentre i tedeschi arretrano sempre maggiormente dal fronte orientale. Ormai l'esito della guerra è chiaro a tutti.
In Francia, Lloyd assiste alla morte del suo fratellastro Boy. Saputa la notizia, Daisy si rattrista per la scomparsa del marito ma allo stesso tempo è felice di poter finalmente sposare Lloyd.
In Inghilterra, Woody Dewar si reca a una festa organizzata da Daisy e qui incontra Bella Hernandez, una brillante studentessa di storia a Oxford. Tra i due è subito attrazione, ma presto Woody deve tornare in battaglia. Le forze Alleate iniziano ad invadere la Germania e accerchiano Berlino. Nell'aprile del 1945 Hitler si suicida nel suo bunker nella capitale tedesca. La guerra in Europa è finalmente finita. Berlino viene suddivisa in quattro zone: una americana, una inglese, una francese e una sovietica. I russi, però, appena arrivati in Germania non si dimostrano meno brutali dei nazisti: uccidono molti tedeschi e stuprano le loro donne. Anche Carla è costretta a farsi violentare ripetutamente dai soldati sovietici per salvare una ragazzina dallo stupro. Werner ed Erik vengono portati in dei campi di prigionia in Russia. Berlino è rasa al suolo e la sua popolazione patisce la fame. La moneta non ha più valore; molte donne sono costrette a fare la fila per avere l'acqua e il cibo, e diverse di loro decidono di prostituirsi con soldati stranieri per avere un po' di benessere.
Lloyd torna a casa e decide di candidarsi come deputato per Hoxton alle elezioni indette da Churchill subito dopo la fine del conflitto. Daisy lo aiuta nella campagna elettorale, ma teme di essere per lui un handicap a causa del suo passato da fascista e da membro dell'aristocrazia. Nonostante ciò Lloyd vince le elezioni, così come il partito laburista dilaga in tutta l'Inghilterra. Churchill, l'eroe che ha vinto la guerra, viene sonoramente sconfitto. Lloyd e Daisy possono finalmente sposarsi. Dalla loro unione nascono due bambini: Eva e Davey. La carriera politica di Lloyd è in rapida ascesa: infatti viene nominato assistente speciale del ministro degli Esteri Ernest Bevin e successivamente sottosegretario al ministero degli Esteri. Sua madre Ethel diventa ministro dell'Istruzione, mentre Billy Williams ministro del Carbone. Il segretario di Stato americano Marshall, Bevin e Lloyd devono fronteggiare la difficile situazione tedesca e decidono di immettere una nuova valuta nella Germania Ovest. I sovietici invece, che vogliono far rimanere la Germania povera, abbandonano a se stessa la parte orientale del paese, cercando solo di reprimere ogni opposizione politica al comunismo. Carla riprende a fare l'infermiera e diventa consigliere comunale socialdemocratico nella zona sovietica, ma le cose per lei non sono facili. La ragazza è rimasta incinta di un suo stupratore e partorisce un bambino dall'aspetto un po' orientale, che viene chiamato Walter. Werner ed Erik fanno ritorno dalla Russia. Carla e Werner si sposano, adottano una ragazza ebrea orfana, si prendono cura del piccolo Walter e mettono al mondo una figlia loro. Tuttavia sono costretti a una vita di stenti. Erik invece aderisce al partito comunista ed entra nella polizia sovietica.
Mentre in Europa la guerra è finita, non si può dire lo stesso sul fronte del Pacifico. I giapponesi continuano a combattere e rifiutano di arrendersi agli americani. Gli Stati Uniti, per evitare di sacrificare altre vite, iniziano ad assemblare la bomba atomica, che viene sganciata su Hiroshima e Nagasaki nell'agosto del 1945. I giapponesi si arrendono. La bomba atomica mette immediatamente in allarme Stalin, che decide di avviare i lavori per la costruzione di un'arma atomica sovietica. Tra i fisici impegnati in tale lavoro c'è anche la moglie di Volodja Peškov, la giovane Zoja. Volodja si reca negli Stati Uniti per carpire informazioni segrete sul procedimento di costruzione della bomba, e qui scopre l'infinito senso di libertà che si respira in America. Durante un incontro tra diplomatici in Russia, Volodja conosce Greg Peškov, il quale gli rivela una sconcertante verità: il padre di Volodja non è Grigorij bensì Lev Peškov, che emigrò negli Stati Uniti nel 1914 lasciando la compagna Katerina incinta. Volodja ha un confronto con i suoi genitori, i quali lo invitano a dimenticare per sempre Lev, per lui solo uno sconosciuto americano. Nel 1949 i russi hanno finalmente la loro bomba atomica. La guerra fredda è iniziata.

## Personaggi
Famiglia Leckwith-Williams

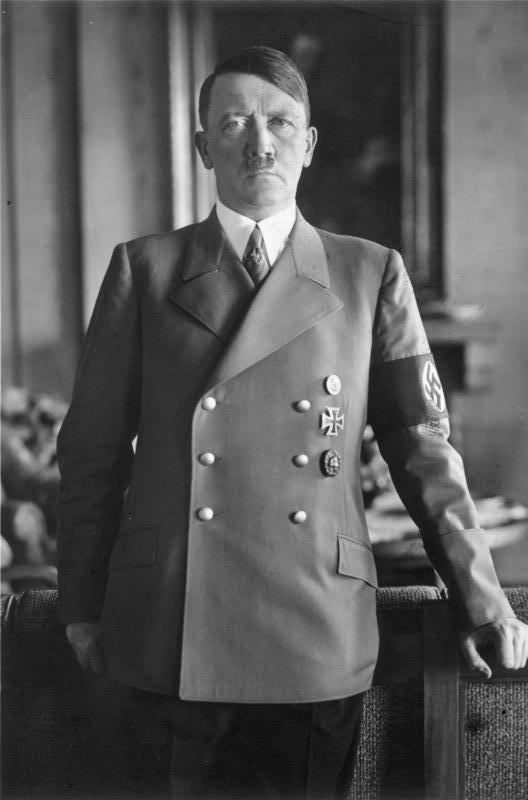
Adolf Hitler

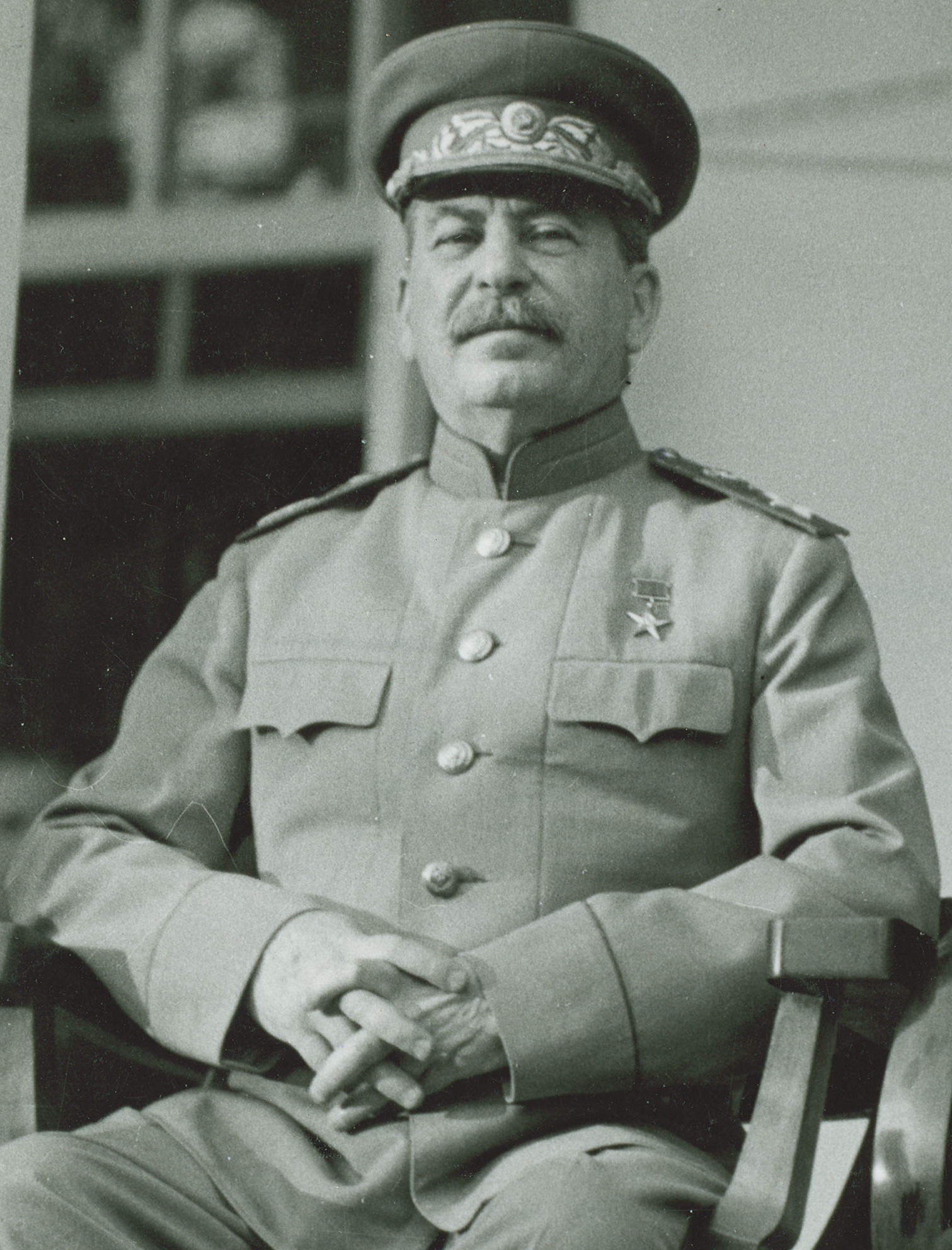
Stalin

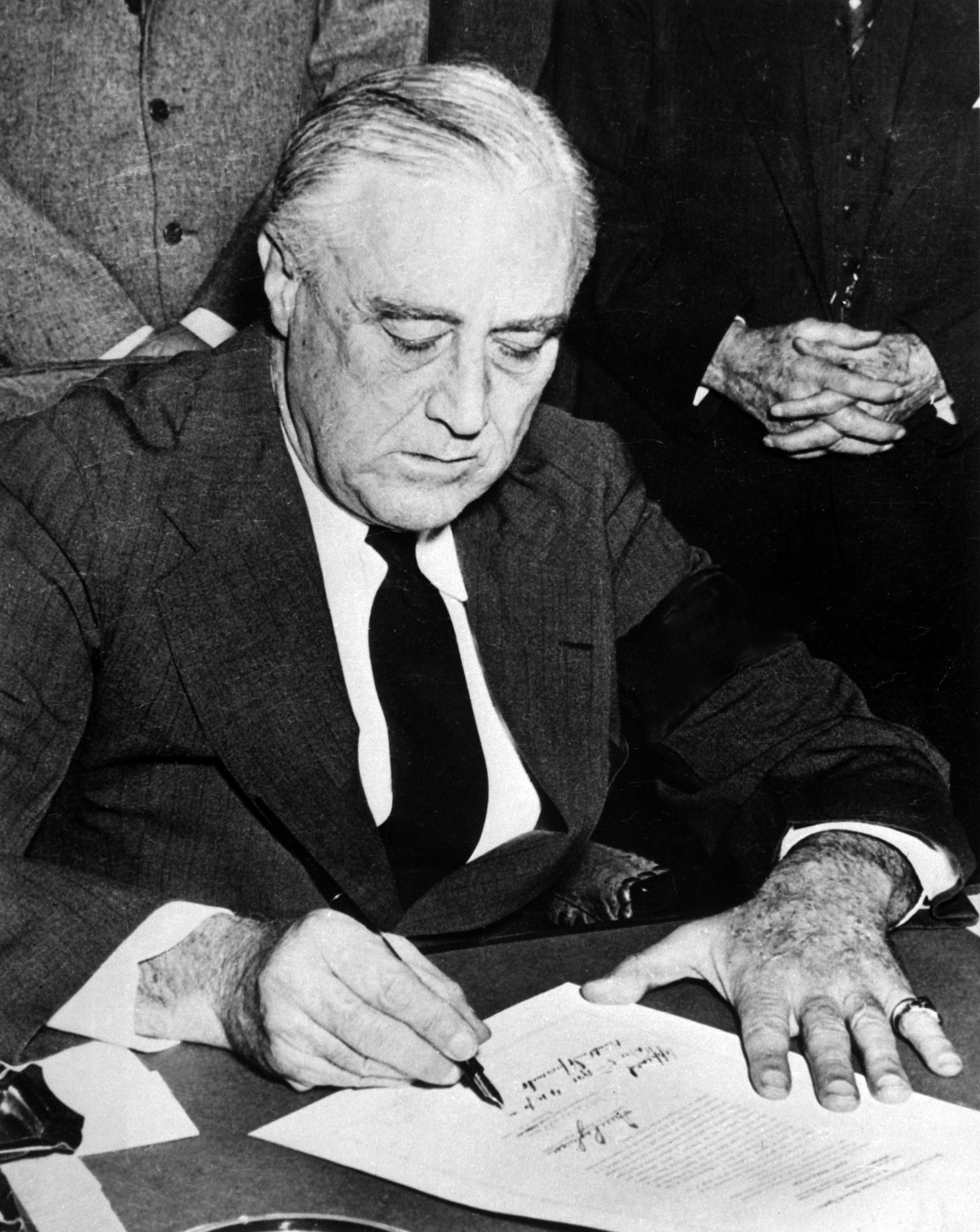
Franklin Delano Roosevelt

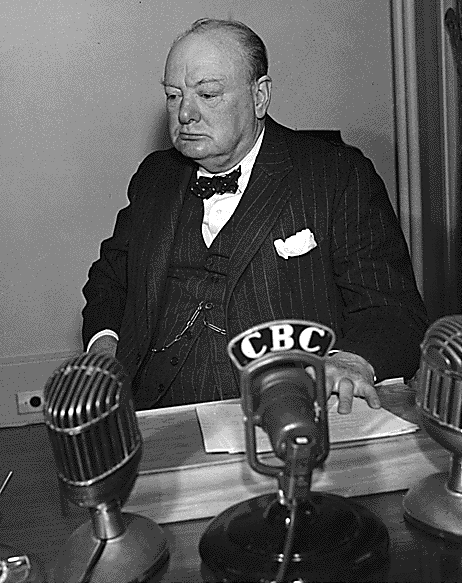
Winston Churchill

- Ethel "Eth" Leckwith (nata Williams), deputata laburista per Aldgate
- Bernie Leckwith, attivista politico laburista
- Lloyd Williams, figlio di Ethel e Fitz, studente di lingue moderne a Cambridge
- Millie Leckwith, figlia di Ethel e Bernie

Famiglia Williams
- David "Dai" Williams, il nonno, ex minatore e sindacalista
- Cara Williams, la nonna
- Billy Williams, deputato laburista per Aberowen
- Mildred Williams (nata Perkins), moglie di Billy
- David "Dave" Williams, figlio maggiore di Billy
- Keir Williams, figlio minore di Billy

Famiglia Fitzherbert
- Edward "Fitz" VIII Conte Fitzherbert, sottosegretario al ministero degli Esteri britannico
- Principessa Elizaveta "Bea", sua moglie
- "Boy" Fitzherbert, loro figlio, visconte di Aberowen e capo della sezione di Cambridge dell'Unione britannica dei fascisti
- Andrew "Andy" Fitzherbert, loro figlio minore

Famiglia Dewar
- Senatore Gus Dewar, politico democratico americano
- Rosa Dewar (nata Hellman), sua moglie, ex giornalista anarchica
- Woodrow "Woody" Dewar, loro figlio maggiore
- Charles "Chuck" Dewar, loro figlio minore
- Ursula Dewar, madre di Gus

Famiglia Peškov
Americani
- Lev Peškov, imprenditore nell'industria del cinema e dei bar
- Olga Peškov (nata Vyalov), sua moglie
- Daisy Peškov, loro figlia
- Marga, amante di Lev
- Greg Peškov, figlio di Lev e Marga
- Gladys Angelus, star del cinema, altra amante di Lev

Russi
- Grigorij Peškov
- Katerina Peškov, sua moglie
- Vladimir "Volodja" Peškov, figlio di Katerina e Lev
- Anja Peskov, figlia di Grigorij e Katerina

Famiglia von Ulrich
- Walter von Ulrich, deputato socialdemocratico al Reichstag
- Maud von Ulrich (nata Fitzherbert, sorella ripudiata del Conte Fitzherbert), sua moglie, giornalista
- Erik von Ulrich, loro figlio, simpatizzante del nazismo
- Carla von Ulrich, loro figlia
- Robert von Ulrich, conte austriaco, cugino di secondo grado di Walter, proprietario del Bistrot Robert
- Jörg Schleicher, compagno di Robert

Altri personaggi
- Werner Franck, appartenente a una ricca famiglia nazista ma con idee di sinistra
- Frieda Franck, sorella di Werner e amica di Carla von Ulrich
- Gottfried von Kessel, esponente del partito cattolico tedesco poi nazista
- Heinrich von Kessel, figlio di Gottfried, cattolico, poi oppositore del partito nazista
- Wilhelm Frunze, fisico tedesco, si trasferisce negli Stati Uniti
- Herman Braun, soldato nazista, amico di Erik von Ulrich
- Commissario Thomas Macke, poi ispettore della Gestapo
- Eva Rothmann, figlia di un medico ebreo, si trasferisce negli Stati Uniti e diventa amica di Daisy Peskov
- Jimmy Murray, ufficiale dell'esercito britannico, sposa Eva Rothmann
- May Murray, sorella di Jimmy, sposa Andy Fitzherbert
- Abe Avery, commerciante britannico, sposa Millie Leckwith
- Naomi Avery, amica di Millie
- Tommy Griffiths, agente elettorale di Billy Williams
- Lenny Griffiths, figlio di Tommy
- Joanne Rouzrokh, figlia di un ricco industriale americano
- Eddie Parry, membro della marina militare americana
- Isabel "Bella" Hernandez, studentessa di storia a Oxford e poi a San Francisco
- Charlie Farquharson, ragazzo dell'alta società di Buffalo
- Mabel "Jacky" Jakes, aspirante attrice di colore
- Margaret Cowdry, amante di Greg
- Zoja Vorotsjntsev, fisica russa
- Ilja Dvorkin, esponente della polizia segreta russa, sposa Anja Peskov
- Teresa, insegnante spagnola di alfabetizzazione

Personaggi storici
- Adolf Hitler, dittatore nazista
- Hermann Goring, ministro dell'Interno nazista
- Joseph Goebbels, ministro della propaganda nazista
- Stalin, dittatore comunista
- Vjačeslav Molotov, ministro degli Esteri sovietico
- Lavrentij Berija, capo della polizia segreta sovietica
- Franklin D. Roosevelt, presidente degli Stati Uniti
- Marguerite LeHand, detta "Missy", assistente di Roosevelt
- Harry Truman, vicepresidente degli Stati Uniti poi presidente
- Cordell Hull, segretario di Stato americano
- Sumner Hull, sottosegretario di Stato americano
- Colonnello Leslie Groves, ufficiale del Genio militare americano
- George Marshall, segretario di Stato americano sotto la presidenza Truman
- David Lloyd George, politico britannico ed ex primo ministro
- Neville Chamberlain, primo ministro britannico
- Winston Churchill, successore di Chamberlain come primo ministro
- Clement Attlee, leader del partito laburista inglese poi primo ministro
- Ernest Bevin, deputato e ministro degli Esteri britannico
- Jan Masaryk, ministro degli Esteri cecoslovacco
- Enrico Fermi, fisico italiano
- Robert Oppenheimer, fisico americano di origini ebree

## Edizioni
- Ken Follett, L'inverno del mondo, collana Omnibus, Arnoldo Mondadori Editore, 2012,  pp. 957, ISBN 978-88-04-61492-0.